# Zdzisław Grudzień (aktor)
Zdzisław Grudzień (ur. 8 kwietnia 1931, zm. 27 kwietnia 2016) – polski aktor teatralny.

## Życiorys
W 1959 ukończył studium dramatyczne we Wrocławiu i w tym samym roku otrzymał angaż w Teatrze Ziemi Lubuskiej w Zielonej Górze. Na deskach tej sceny występował do 1992 roku, występując w ponad setce przedstawień. Występował również w audycjach Teatru Wyobraźni, nadawanych przez zielonogórską rozgłośnię Polskiego Radia. Dwukrotnie wystąpił w spektaklach Teatru Telewizji: w 1961 roku w „Człowieku z budki suflera” (reż. Maria Straszewska) oraz w 1970 roku w „Śmierci gubernatora” (reż. Jerzy Hoffman).

W 1980 roku włączył się w organizację lokalnych struktur NSZZ „Solidarność”. Dwukrotnie pełnił funkcję radnego Zielonej Góry.

## Nagrody i odznaczenia
Za swój dorobek aktorski otrzymał m.in. wyróżnienie za rolę tytułową w przedstawieniu „Król IV” Stanisława Grochowiaka na XVIII Festiwalu Polskich Sztuk Współczesnych we Wrocławiu w 1977 roku. Był kawalerem orderów: Złotego i Srebrnego Krzyża Zasługi oraz Krzyża Kawalerskiego Orderu Odrodzenia Polski. Uhonorowano go szeregiem nagród lokalnych. m.in. Nagrodą Prezydium Wojewódzkiej Rady Narodowej w Zielonej Górze (1971), odznaką za Zasługi w Rozwoju Województwa Zielonogórskiego, medalem za Zasługi w Rozwoju Województwa Lubuskiego, Lubuską Nagrodą Kulturalną, Nagrodą Kulturalną Zielonej Góry oraz Medal za Zasługi dla Zielonej Góry. Natomiast w 2010 roku otrzymał tytuł Honorowego Obywatela Zielonej Góry.